# Cabinet Ramelow II
Pour les articles homonymes, voir Cabinet Ramelow.
État libre de Thuringe
Ramelow I Voigt
Le cabinet Ramelow II (en allemand : Kabinett Ramelow II) est le gouvernement de l'État libre de Thuringe entre le 4 mars 2020 et le 12 décembre 2024, durant la septième législature du Landtag.

## Historique du mandat
Dirigé par le ministre-président Bodo Ramelow, membre de Die Linke, ce gouvernement est constitué et soutenu par une « coalition rouge-rouge-verte » minoritaire entre Die Linke (Linke), le Parti social-démocrate d'Allemagne (SPD) et l'Alliance 90 / Les Verts (Grünen). Ensemble, ils disposent de 42 députés sur 90, soit 46,7 % des sièges du Landtag.
Il est formé à la suite de la démission du ministre-président libéral Thomas Kemmerich, au pouvoir depuis un mois.
Il succède de facto au cabinet Ramelow I, puisque Kemmerich a renoncé à former un gouvernement au lendemain de son élection.

### Formation
Le 5 février 2020, alors qu'aucune majorité claire ne s'est dégagée au Landtag, Thomas Kemmerich est élu ministre-président au troisième tour de scrutin, face à Bodo Ramelow. Candidat du Parti libéral-démocrate (FDP), il bénéficie du soutien de l'Union chrétienne-démocrate d'Allemagne (CDU) et de l'Alternative pour l'Allemagne (AfD). Son élection est critiquée de toute part puisqu'il devient le premier chef de gouvernement depuis 1945 à accéder au pouvoir avec le soutien de l'extrême droite. Il annonce dès le lendemain sa volonté de démissionner et renonce à constituer son exécutif.
Le SPD, la CDU, Die Linke et les Vert s'entendent le 21 février suivant sur la tenue d'élections anticipées le 25 avril 2021. Lors d'un nouveau vote d'investiture le 4 mars, Bodo Ramelow est réélu ministre-président au troisième tour de scrutin par 42 voix favorables, après que la CDU et le FDP ont fait le choix de l'abstention.
Le 14 janvier 2021, en raison de l'évolution de la pandémie de Covid-19, les trois partis de la coalition gouvernementale et l'opposition chrétienne-démocrate s'entendent pour reporter la tenue du scrutin au 26 septembre, le même jour que les élections fédérales. Cette perspective est cependant écartée en juillet 2021, en raison de la défection de deux parlementaires de la CDU opposés à la dissolution et de l'opposition des Grünen à un tel scenario, ce qui permet au gouvernement minoritaire de se maintenir au pouvoir jusqu'à la fin de la législature.

### Succession
Lors des élections régionales, l'AfD vire en tête tandis que la coalition sortante est en très fort recul et ne peut espérer se maintenir au pouvoir.
Le 30 septembre, l'Union chrétienne-démocrate, l'Alliance Sahra Wagenknecht (BSW) et le Parti social-démocrate entreprennent des discussions exploratoires pour envisager de constituer une coalitionpuis des négociations de coalition le 29 octobre, conclues avec succès le 22 novembre. Manquant d'une voix pour gouverner seule, la coalition propose le 10 décembre à Die Linke une entente baptisée « format 3+1 » garantissant la stabilité du nouvel exécutif.
Lors du vote d'investiture organisé le 12 décembre au Landtag, Mario Voigt est effectivement réélu ministre-président par 51 voix favorables grâce au renfort d'une partie des députés de Die Linke. Il forme son gouvernement de neuf ministres le lendemain.

## Composition
| Poste | Ministre | Ministre                                                                              | Parti  |
| --- | -------- | ------------------------------------------------------------------------------------- | ------ |
| Ministre-président                                                                                           |          | Bodo Ramelow                                                                          | Linke  |
| Vice-ministre-président                                                                                      |          | Wolfgang Tiefensee (jusqu'au 31/08/2021) Georg Maier (de)                             | SPD    |
| Deuxième vice-ministre-présidente Ministre de l'Environnement, de l'Énergie et de la Protection de la Nature |          | Anja Siegesmund (jusqu'au 31/01/2023) Bernhard Stengele                               | Grünen |
| Ministre des Finances                                                                                        |          | Heike Taubert                                                                         | SPD    |
| Ministre de l'Intérieur et des Affaires communales                                                           |          | Georg Maier                                                                           | SPD    |
| Ministre de l'Économie, de la Science et de la Société numérique                                             |          | Wolfgang Tiefensee                                                                    | SPD    |
| Ministre de l'Éducation, de la Jeunesse et des Sports                                                        |          | Helmut Holter                                                                         | Linke  |
| Ministre du Travail, des Affaires sociales, de la Santé, des Femmes et de la Famille                         |          | Heike Werner                                                                          | Linke  |
| Ministre des Infrastructures et de l'Agriculture                                                             |          | Benjamin-Immanuel Hoff (a.i. jusqu'au 09/09/2021) Susanna Karawanskij                 | Linke  |
| Ministre de l'Immigration, de la Justice et de la Protection des consommateurs                               |          | Dirk Adams (jusqu'au 9/01/2023) Anja Siegesmund (jusqu'au 31/01/2023) Doreen Denstädt | Grünen |
| Ministre de la Culture, des Affaires fédérales et européennes Directeur de la chancellerie régionale         |          | Benjamin-Immanuel Hoff                                                                | Linke  |